# 舎利寺
舎利寺（しゃりじ）は、大阪府大阪市生野区にある町名。現行行政地名は舎利寺一丁目から舎利寺三丁目。

## 地理
生野区の南西部に位置し、東に田島、西に生野東、南に林寺、北に勝山南と接している。

### 河川
- 平野川

## 歴史
舎利寺の地名は、この地にある舎利尊勝寺（通称・舎利寺）に由来する。生野長者の伝説とも関連している。

## 世帯数と人口
2019年（平成31年）3月31日現在の世帯数と人口は以下の通りである。
| 丁目         | 世帯数    | 人口    |
| ------------ | --------- | ------- |
| 舎利寺一丁目 | 554世帯   | 1,126人 |
| 舎利寺二丁目 | 851世帯   | 1,567人 |
| 舎利寺三丁目 | 606世帯   | 1,166人 |
| 計           | 2,011世帯 | 3,859人 |

### 人口の変遷
国勢調査による人口の推移。
| 1995年（平成7年）  | 4,551人 | [ 6 ]  |  |
| 2000年（平成12年） | 4,303人 | [ 7 ]  |  |
| 2005年（平成17年） | 4,364人 | [ 8 ]  |  |
| 2010年（平成22年） | 4,048人 | [ 9 ]  |  |
| 2015年（平成27年） | 3,901人 | [ 10 ] |  |

### 世帯数の変遷
国勢調査による世帯数の推移。
| 1995年（平成7年）  | 1,681世帯 | [ 6 ]  |  |
| 2000年（平成12年） | 1,660世帯 | [ 7 ]  |  |
| 2005年（平成17年） | 1,748世帯 | [ 8 ]  |  |
| 2010年（平成22年） | 1,726世帯 | [ 9 ]  |  |
| 2015年（平成27年） | 1,744世帯 | [ 10 ] |  |

## 事業所
2016年（平成28年）現在の経済センサス調査による事業所数と従業員数は以下の通りである。
| 丁目         | 事業所数  | 従業員数 |
| ------------ | --------- | -------- |
| 舎利寺一丁目 | 62事業所  | 276人    |
| 舎利寺二丁目 | 79事業所  | 482人    |
| 舎利寺三丁目 | 60事業所  | 349人    |
| 計           | 201事業所 | 1,107人  |

## 交通
- 今里筋

## 施設
- 舎利尊勝寺
- 大阪市消防局 生野消防署
- 大阪市立生野小学校
- 生野神社
- 大阪シティ信用金庫 生野南支店

## その他

### 日本郵便
- 〒544-0022[3]（集配局：生野郵便局[12]）